# Kościół św. Jerzego w Toruniu
Kościół św. Jerzego – kościół gotycki, który usytuowany był w pobliżu Bramy Chełmińskiej w okolicy skrzyżowania ulic: Szosy Chełmińskiej, Gałczyńskiego (nazywanej dawniej właśnie ulicą św. Jerzego) oraz Czerwonej Drogi. Był to najstarszy toruński kościół położony poza murami miejskimi. Przez wiele lat związany był z leprozorium. Rozebrany w 1811 roku.

## Historia
Pierwsza, jeszcze drewniana świątynia istniejąca w tym miejscu około 1340 roku została zastąpiona większą, ceglaną budowlą. Od początku patronat nad kościołem sprawowała rada miasta, mająca prawo do obsadzania probostwa. Ze względu na swoje położenie (poza murami miejskimi) nie był to budynek okazały. W połowie XIV wieku został świątynią parafialną dla Mokrego.
Prawdopodobnie w XV wieku mogła istnieć przykościelna biblioteka.
Kościół był przystosowany do obrony Torunia.
W 1558 roku kościół został świątynią gminy ewangelickiej, korzystali z niego również bracia czescy. Nabożeństwa odbywały się głównie w języku polskim, w dokumentach Rady Miejskiej z 1578 roku jest określany jako Ecclesia nostra Polona. Ze względu na chowanie mieszkańców toruńskiego Starego Miasta na cmentarzu św. Jerzego, msze pogrzebowe odbywały się również w języku niemieckim. Kościół był zniszczony w 1657 roku podczas potopu szwedzkiego, po czym świątynię odbudowano. W 1703 roku, podczas III wojny północnej, wojska szwedzkie ponownie zniszczyły kościół. Po aneksji Torunia przez Prusy ludność niemiecka nadal stanowiła mniejszość. W 1797 roku pastor kościoła św. Jerzego został zwierzchnikiem niemieckich ewangelików z Mokrego.
Gmina św. Jerzego obejmowała swoim zasięgiem polskojęzycznych mieszkańców przedmieścia Torunia (za Bramą Chełmińską) i wsi Mokre do rzeczki Bachy. W praktyce z kościołem św. Jerzego byli związani również mieszkańcy Mokrego zza rzeczki, formalnie przynależący do zboru św. Trójcy na Rynku Nowomiejskim. Pierwsze kazanie w języku niemieckim odczytano po tumulcie toruńskim z 1724 roku i przejęciu kościoła Wniebowzięcia Najświętszej Marii Panny przez katolików. W XVIII wieku zamożniejsze rodziny ewangelickie otrzymały prawo do wykupywania miejsc pochówku wewnątrz kościoła. 7 stycznia 1725 roku w kościele pochowano burmistrza Torunia Jana Gotfryda Rösnera, skazanego na karę śmierci za umyślne zaniedbanie obowiązków, które doprowadziły do tumultu toruńskiego. Ostatnie pochówki we wnętrzu świątyni miały miejsce w 1787 roku.
W 1735 roku Mateusz Brandtner zbudował w kościele organy. Instrument był na wyposażeniu kościoła aż do jego rozbiórki.
Do 1740 roku księgi metrykalne prowadzono wyłącznie w języku polskim, zaś rachunki kościoła prowadzono po niemiecku. W 1797 roku zbór św. Jerzego objął swoim zwierzchnictwem niemieckojęzycznych mieszkańców przedmieść Torunia.
W 1808 roku w kościele ulokowano magazyn prochu. W czerwcu 1811 roku kościół został ostatecznie rozebrany. Parafia św. Jerzego musiała korzystać z innych świątyń. We wrześniu 1900 roku rozpoczęto przygotowania do budowy nowego kościoła. W latach 1904–1907 parafia doczekała się nowej świątyni przy ulicy Podgórnej na Mokrem, wybudowanej za sprawą pastora Reinholda Heuera. Nowy kościół był użytkowany przez protestantów do końca II wojny światowej.
W 2014 roku, podczas prac remontowych torowiska tramwajowego przy ul. Czerwona Droga, odkopano fragmenty fundamentów kościoła, które zostały udokumentowane przez służby archeologiczne.

## Szpital i cmentarz św. Jerzego
W XIII wieku został ufundowany szpital dla trędowatych, a kościół miał być przeznaczony do służby trędowatym, stąd w jego otoczeniu powstały typowe dla takich placówek zabudowania: szpital (zwany Małym), przerobiony w XVII wieku na plebanię i cmentarz. W późniejszym okresie leprozorium przeniesiono do zabudowań leżących w większej odległości od miasta. W poł. XV wieku, po wygaśnięciu epidemii trądu, szpital dla trędowatych zmieniono w zwykły szpital, będącym również schroniskiem dla chorych bez rodzin, ubogich, bezdomnych i wędrowców. W 1800 roku w szpitalu przebywało tylko dziewięć starych kobiet. W 1807 roku w szpitalu zakwaterowano żołnierzy armii Napoleona Bonaparte.
Wraz z kościołem istniał cmentarz św. Jerzego, położony bezpośrednio obok świątyni. Znajdował się on po zachodniej stronie drogi chełmińskiej (obecnie w tym miejscu znajduje się skrzyżowanie Szosy Chełmińskiej z Drogą Czerwoną). Na cmentarzu chowano głównie chorych na trąd oraz osoby ubogie. Z czasem ze względu na zapełnienie miejsc w kościołach w Toruniu, gdzie chowano zmarłych, na cmentarzu chowano również przedstawicieli zamożniejszych grup mieszczaństwa. W 1584 roku na cmentarzu pochowano duchownego C. Graserusa. W 1582 roku wybudowano kostnicę. Została ona przebudowana w 1589 roku. W 1584 roku posadzono na cmentarzu 17 drzew (głównie lip i jarzębów). W 1599 roku burmistrz Henryk Stroband nakazał zbudować drewniany płot wokół cmentarza, który później zastąpiono ceglanym murem. W 1729 roku pochowano w nocy Michała Bogusława Rutticha, kaznodzieję kościoła św. Jerzego, profesora gimnazjum, zmarłego śmiercią samobójczą. W 1737 roku pochowano sekretarza miejskiego Georga Daniela Wachschlagera. Mimo to jeszcze pod koniec XVIII wieku w świadomości mieszkańców Torunia cmentarz św. Jerzego nie cieszył się renomą. Po tumulcie toruńskim na cmentarzu chowano wyłącznie ewangelików. Aż do początku XIX wieku problemem na cmentarzu był wałęsające się psy i świnie. W tym samym okresie zaniechano chowania zmarłych. W 1809 roku zburzono część muru. Decyzja o likwidacji cmentarza zapadła w czerwcu 1813 roku, cały proces likwidacji trwał do 1815 roku. Z obiektu korzystano do ostatniej chwili, jedną z ostatnich pochowanych osób była Dorothea Mellien, zmarła 25 kwietnia 1811 roku. Część grobów przeniesiono do nowego cmentarza św. Jerzego, groby Johanna Theodora Elsnera (zmarłego w 1803 roku) i Theodora Elsnera (zmarłego w 1807) rodzina Elsnerów przeniosła na prywatny cmentarz na Bielanach. Nagrobki braci czeskich Johanna Paula Stranskiego i jego żony Christiny z 1648 roku przeniesiono wiele lat później do nowego kościoła św. Jerzego na Mokrem.
Prawdopodobnie na cmentarzu znajdowała się bliżej nieokreślona liczba kaplic. Dzięki rysunkom Georga Friedricha Steinera przetrwały wizerunki dwóch mauzoleów: burmistrza Torunia Simona Weissa z 1738 roku oraz rodziny Zerneke z 1737 roku.

## Architektura
W zachodnią elewację jednonawowej świątyni wbudowano kruchtę, z której wyrastała w partii szczytu ośmioboczna wieżyczka nakryta hełmem. Na jej szczycie umieszczona była chorągiewka św. Jerzego. Oprócz wieży, zachodnią fasadę zdobiły schodkowe szczyty z blankowaniem i blendami. Świątynia składała się z prostokątnego, trójprzęsłowego prezbiterium o wymiarach 15 m x 8 m oraz szerszej od niego, czteroprzęsłowej, nawy o długości ok. 18 i szerokości ok. 13 m. Dodatkowo prace ziemne, prowadzone w latach 60. XX wieku w okolicy dawnej lokalizacji kościoła wykazały obecność dużej ilości glazurowanych cegieł i dachówek, co wskazuje na wysoką dbałość o kolorystykę budowli. Kościół miał prawdopodobnie cztery ołtarze, jednak w źródłach zachowały się szczegółowe informacje wyłącznie o jednym z nich, ufundowanym w 1350 roku.